# ホートン郡 (ミシガン州)
ホートン郡（英: Houghton County）は、アメリカ合衆国ミシガン州アッパー半島の西部に位置する郡である。2010年国勢調査での人口は36,628人であり、2000年の36,016人から1.7%増加した。郡庁所在地はホートン市（人口7,708人）であり、同郡で人口最大の都市でもある。
ホートン郡は、キーウィーノー郡と共にホートン小都市圏を構成している。19世紀後半から20世紀初めにかけて郡内では銅の鉱業が栄えたので、一部はカッパー・アイランドと呼ばれることもある。
ホートン郡は1843年に設立され、1846年に組織化され、さらに1848年に再編成された。郡名は地質学者のダグラス・ホートンに因んで名付けられた。

## 地理
アメリカ合衆国国勢調査局に拠れば、郡域全面積は1,501.56 平方マイル (3,889.0 km2)であり、このうち陸地1,011.72 平方マイル (2,620.3 km2)、水域は489.84平方マイル (1,268.7 km2)で水域率は32.62%である。

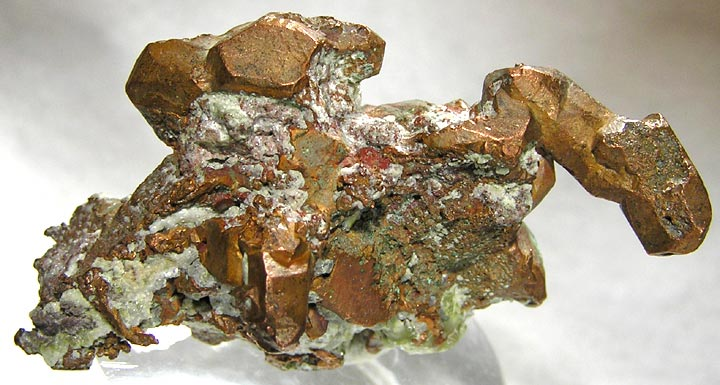
ホートン郡から出土した古い自然銅標本。19世紀後半から20世紀初めにかけて郡内では銅の鉱業が栄えた

ポーテージ昇降橋がポーテージ湖に架かり、ハンコックとホートンを結び、ポーテージ湖はアッパー半島全体を横切る川と運河の体系に入っている。ポーテージ昇降橋は世界一重く、また広いダブルデッキの垂直昇降橋である。中央径間の昇降量は100フィート (30 m) あり、船舶を通すことができる。鉄道がキーウィーノーで切れているために下部側デッキは冬季にスノーモービルの交通に使われている。キーウィーノー半島の北部と南部を繋ぐ唯一の陸路となっているので重要である。

### 主要高規格道路
- アメリカ国道41号線
- ミシガン州道26号線
- ミシガン州道28号線
- ミシガン州道38号線
- ミシガン州道203号線
- 林道16号線

### 隣接する郡
- キーウィーノー郡 - 北
- バラガ郡 - 東
- アイアン郡 - 南
- オントナゴン郡 - 西

### 国立保護地域
- キーウィーノー国立歴史公園（部分）
- オタワ国立の森（部分）

## 人口動態
以下は2000年の国勢調査による人口統計データである。
| 基礎データ - 人口: 36,016人 - 世帯数: 13,793 世帯 - 家族数: 8,137 家族 - 人口密度: 14人/km2（36人/mi2） - 住居数: 17,748軒 - 住居密度: 7軒/km2（18軒/mi2） 人種別人口構成 - 白人: 95.52% - アフリカン・アメリカン: 0.94% - ネイティブ・アメリカン: 0.54% - アジア人: 1.79% - 太平洋諸島系: 0.02% - その他の人種: 0.17% - 混血: 1.02% - ヒスパニック・ラテン系: 0.70% 先祖による構成 - フィンランド系：34.8% - ドイツ系：12.4% - イギリス系：6.8% - フランス系：6.6% - イタリア系：5.7% 言語による構成 - 英語：94.0% - フィンランド語：3.1% | 年齢別人口構成 - 18歳未満: 21.8% - 18-24歳: 19.1% - 25-44歳: 22.6% - 45-64歳: 20.9% - 65歳以上: 15.5% - 年齢の中央値: 34歳 - 性比（女性100人あたり男性の人口） - 総人口: 113.7 - 18歳以上: 115.6 世帯と家族（対世帯数） - 18歳未満の子供がいる: 26.1% - 結婚・同居している夫婦: 47.5% - 未婚・離婚・死別女性が世帯主: 8.0% - 非家族世帯: 41.0% - 単身世帯: 32.6% - 65歳以上の老人1人暮らし: 13.8% - 平均構成人数 - 世帯: 2.39人 - 家族: 3.04人 収入と家計 - 収入の中央値 - 世帯: 28,817米ドル - 家族: 38,635米ドル - 性別 - 男性: 30,200米ドル - 女性: 22,468米ドル - 人口1人あたり収入: 15,078米ドル - 貧困線以下 - 対人口: 16.8% - 対家族数: 9.9% - 18歳未満: 16.1% - 65歳以上: 13.4% |

## 郡政府
郡政府は郡監獄の運営、地方道の維持、地方裁判所の運営、重要記録と資産記録の維持、公衆衛生規制の管理、福祉など社会サービスの項目で州の施策への参加を行う。郡政委員会は予算を管理するが、法や条例を作るのは限定付き権限である。ミシガン州では、警察と消防、建設と区画割、税評価、街路維持など地方政府の大半機能は個々の都市と郡区の責任である。
ホートン郡庁舎は北を向くホートンビレッジの崖の上に高く佇んでおり、ポーテージ湖を見下ろしている。アメリカ合衆国歴史地区とアッパー半島の建物群に指定された。建設は1886年春に始まった。1910年には監獄を入れるために北ウィングを増設し、1961年に監獄が廃止されるまで唯一の改修だった。新しい監獄は初めのものの隣に建設された。「マイニング・ガゼット」1886年7月25日版に拠れば、「正面のレンガに使われたものを除き建築材料はアッパー半島の産」だった。

## 郡区
ホートン郡は下記14の郡区に分割されている。
| - アダムズ - カルメット - シャッセル - ダンカン | - エルムリバー - フランクリン - ハンコック - レアード | - オセオラ - ポーテージ - クインシー - スクールクラフト | - スタントン - トーチレイク |

## 都市と町
- ハンコック
- ホートン - 郡庁所在地

### 村
- カルメット
- カッパーシティ
- レイクリンデン
- ローリアム
- サウスレンジ

### 未編入の町
| - アトランティックマイン - ダコタハイツ - ドッジビル | - ドンケン - ダラーベイ - ドリームランド - フランクリンマイン | - ハッベル - ヒューロンタウン - ジェイコブスビル | - メイソン - リプリー - タマラックシティ - センター |